# Zales Ecton
Zales Ecton (Weldon, 1898. április 1. – Bozeman, 1961. március 3.) az Amerikai Egyesült Államok szenátora (Montana, 1947–1953).